# 聖地亞哥德奇爾卡斯區

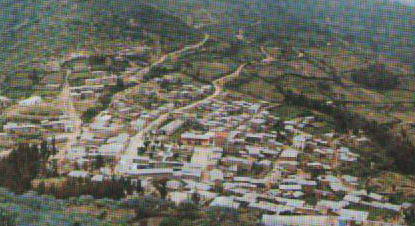

聖地亞哥德奇爾卡斯區（西班牙語：Distrito de Santiago de Chilcas），是秘魯的一個區，位於該國北部安卡什大區的奧克羅斯省，始建於1958年11月19日，面積85.76平方公里，海拔高度3,657米，2005年人口382，人口密度為每平方公里4.5人。